# Aartsbisdom Lilongwe

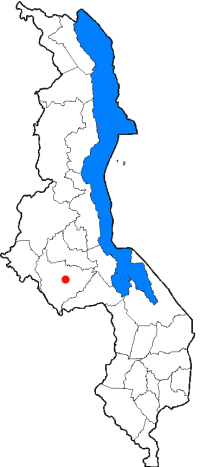
Lilongwe

Het aartsbisdom Lilongwe (Latijn: Archidioecesis Lilongvensis) is een rooms-katholiek aartsbisdom met als zetel Lilongwe in Malawi. Het is een van de twee aartsbisdommen van het land.
Het aartsbisdom is ontstaan uit het apostolisch vicariaat Nyassa opgericht in 1897. In 1959 werd Lilongwe een bisdom en in 2011 een aartsbisdom. 
Lilongwe heeft drie suffragane bisdommen:
- Bisdom Dedza
- Bisdom Karonga
- Bisdom Mzuzu

In 2019 telde het aartsbisdom 40 parochies. Het bisdom heeft een oppervlakte van 24.025 km² en telde in 2019 6.294.000 inwoners waarvan 30,6% rooms-katholiek was. 

## Bisschoppen
- Joseph Fady, M. Afr. (1959-1972)
- Patrick Augustine Kalilombe, M. Afr. (1972-1979)
- Matthias Chimole (1979-1994)
- Tarcisius Gervazio Ziyaye (1994-2001)
- Felix Eugenio Mkhori (2001-2007)
- Rémi Joseph Gustave Sainte-Marie, M. Afr. (2007-2011)

## Aartsbisschoppen
- Rémi Joseph Gustave Sainte-Marie, M. Afr. (2011-2013)
- Tarcisius Gervazio Ziyaye (2013-2020)
- vacant